# Carl Wilson
Carl Dean Wilson (Hawthorne, California, 21 de diciembre de 1946-Los Ángeles, 6 de febrero de 1998) fue un compositor y guitarrista estadounidense, miembro fundador del grupo californiano The Beach Boys, formado en 1961 junto con sus hermanos Dennis, Brian, su primo Mike Love y su amigo Alan Jardine (guitarra). En 1988 fue incluido junto a los otros beach boys en el Salón de la Fama del Rock.
Comenzó en la música desde muy joven, haciendo únicamente coros y tocando la guitarra solista, aunque posteriormente al cambiarle la voz terminó como voz solista en muchas de las composiciones de su hermano Brian, destacando a "God Only Knows", dentro del álbum cumbre de The Beach Boys Pet Sounds de 1966.
Carl Wilson murió de cáncer de pulmón en febrero de 1998, tres meses después de la muerte de su madre Audrey. Sus restos se encuentran en el Cementerio Westwood Village Memorial Park de Los Ángeles, California.

## Comienzos con The Beach Boys
Carl Wilson comenzó tocando varias partes de canciones de Chuck Berry, estas las imprimió en los primeros éxitos de la banda. Comenzó usando su voz líder con canciones como "Summertime Blues" (dúo con el productor Nick Venet), "Louie, Louie", "Pom Pom Play Girl", "All Dressed Up for School ", y "Girl Don't Tell Me". Cuando la banda sustituyó tocar sus instrumentos por músicos de estudio, Carl siguió tocando la guitarra, y tocó la guitarra como músico de sesión en varias canciones.
A raíz de su interpretación en la voz líder en "God Only Knows" en 1966, Carl se presentó cada vez más como vocalista de la banda (un papel previamente dominado por Mike Love y Brian Wilson), el canto lo lleva mucho en álbumes como Smiley Smile y Wild Honey, incluyendo los sencillos "Good Vibrations", "Darlin'", y "Wild Honey", luego en 1969 "I Can Hear Music", fue la primera producción de estudio de Carl. Es ampliamente reconocido como un cantante importante en la música popular. En una entrevista por Mark Lawson en BBC Radio 4 en 16 de diciembre de 2009, el reconocido tenor, Iestyn Davies menciona a Wilson en "Good Vibrations" como: "la voz de solitario contralto masculino, es maravillosa; exactamente el mismo sonido que se oía de un buen cantante en una catedral o en un escenario de ópera barroca. Es un sonido maravilloso."
Luego de que su hermano mayor Brian, se retiró de los escenarios en 1965, Carl se convirtió en el líder de facto de la banda en el escenario (en los contratos de esa época se podía leer que los promotores contratados eran "Carl Wilson y otros cuatro músicos"), y poco después se convirtió en el líder en el estudio, produciendo la mayor parte de los álbumes, como 20/20, Sunflower, Surf's Up, Carl and the Passions - "So Tough" (llamado así en honor de su liderazgo efectivo de la banda en este momento) y Holland.
En 1967, Wilson también fue noticia como un objetor de conciencia a la guerra de Vietnam, en un momento llegó a tener que dejar al resto de la banda en una gira en el Reino Unido sin él, mientras se encontraba en la junta de reclutamiento.

## Años 1970
Fue el primer beach boy en hacer canciones en solitario para la banda, muy destacables en la historia de The Beach Boys, que no sea un puñado de temas instrumentales de surf, las cuales fueron incluidas en Surf's Up de 1971, en la que compuso "Long Promised Road" y "Feel Flows". En álbumes posteriores de The Beach Boys, que en promedio serían de una o dos canciones coescrito con varios letristas u otros miembros de la banda. Carl comienza a tener un papel de liderazgo en la banda, lo que se fue disminuyendo ligeramente en los últimos años 1970, debido a la breve reaparición de Brian Wilson como productor de la banda y los problemas de abuso de drogas. Sin embargo siguió siendo una voz importante y reconocible en la banda, siendo vocalista en muchas canciones y actuando como productor de mezcla en el álbum producido por Brian para los Beach Boys, Love You.
En el momento de la grabación del álbum L.A. (Light Album) en 1979, él se encontraba nuevamente llenando el vacío que existía en el grupo y en composición también, con una nueva retirada de Brian Wilson tras una recaída. Una canción que escribió junto a Brian en 1974 y cantó fue "Good Timin'", que llegó al top 20 en Estados Unidos.
Durante la década de 1970 Wilson también produjo discos para otros artistas, en particular Ricci Martin (hijo de Dean Martin, que no debe confundirse con la estrella del pop de los años 1990) y el grupo sudafricano The Flame (dos miembros de ese grupo se unieron más tarde a The Beach Boys durante un par de años). Su voz aparece como coro vocal en muchas grabaciones de los grupos y cantantes solistas que produjo. Algunos ejemplos son Chicago en "Baby, What a Big Surprise", Chicago en "Wishing You Were Here" (con Al Jardine y el hermano de Carl, Dennis Wilson), Elton John en "Don't Let the Sun Go Down on Me" (con Bruce Johnston), David Lee Roth la versión de "California Girls", Warren Zevon en "Desperados Under the Eaves", y también produjo al grupo Carnie & Wendy Wilson (hijas de Brian Wilson), Hey Santa!.

## Años 1980 y Trabajo como solista
Carl Wilson publicó su primer álbum solista llamado Carl Wilson en 1981, fue bien recibido por las críticas, compuesto por canciones coescritas con Myrna Smith-Schilling (exvocalista de Elvis Presley y Aretha Franklin y la esposa de Jerry Schilling). El álbum estuvo en las listas brevemente, y su segundo sencillo, Heaven, llegó al Top 20 en el Billboard Adult.
También realizó una gira en solitario para promocionar el álbum del mismo año, el primer miembro de la banda para hacerlo. Al principio, Carl y su banda tocó en los clubes como The Bottom Line de Nueva York, y el Roxy de Los Ángeles, luego se unió con Doobie Brothers como teloneros en su gira de verano 1981.
Grabó un segundo álbum en solitario, Youngblood, similar al anterior, pero al momento en que fue puesto en venta (1983) ya se había reincorporado a los Beach Boys. Carl realiza "What You Do To Me" con frecuencia esa canción y "Rockin' All Over the World", así como "Heaven", esta última como un homenaje a su hermano Dennis después de su muerte en diciembre de 1983. The Beach Boys en 1985 álbum homónimo estuvo dominado por la voz principal de Carl y la composición, resalta por "It's Gettin' Late" (otro éxito en el Top 20) y "Where I Belong". Sin embargo después del lanzamiento de "Kokomo", Mike Love llegó a dominar la producción en las grabaciones del grupo, y Carl se hizo a un lado, aunque siguió participando dentro del grupo como miembro estable.

## Años 1990 y fallecimiento
Summer in Paradise (1992), el primer y único álbum de Beach Boys sin ninguna aportación de Brian. En 1992, Carl le dijo a Michael Feeney Callan que su esperanza era grabar material nuevo de Brian. "Hablando por mí mismo", le dijo a Callan, "sólo quiero grabar música inspirada". 
Carl continuó grabando durante la década de 1990 y participó en las grabaciones dirigidas por Don Was de "Soul Searchin" y "You're Still a Mystery" de Brian, canciones concebidas como la base de las sesiones con Andy Paley del cual se no llegó a publicar. También grabó el álbum Like a Brother con Robert Lamm y Gerry Beckley, mientras continuaba de gira con los Beach Boys hasta agosto de 1997 cuando dejó de actuar en vivo con el resto del grupo debido su enfermedad al cáncer de pulmón que ya había empeorado.
Fumador de cigarrillos desde los 13 o 14 años, Carl fue diagnosticado con cáncer de pulmón después de enfermarse en su casa de vacaciones en Hawaii, a principios de 1997. A pesar de su enfermedad, Carl continuó actuando mientras se sometía a quimioterapia. aun con eso tocó y cantó durante toda la gira de verano de los Beach Boys que terminó en el otoño de 1997. Durante las actuaciones, tuvo que usar una peluca debido a la pérdida de su pelo producto del cáncer, como también en las actuaciones se sentaba en un taburete, pero él se ponía de pie cuando cantaba "God Only Knows".
Carl murió de cáncer de pulmón en Los Ángeles, rodeado de su familia, el 6 de febrero de 1998, sólo dos meses después de la muerte de su madre, Audree Wilson. Fue enterrado en el cementerio Westwood Village Memorial Park en Los Ángeles.

## Guitarras usadas
- Gibson ES-355
- Fender Stratocaster
- Fender Jaguar
- Fender Telecaster
- Rickenbacker 360/12

## Discografía
Solista
- Carl Wilson (1981)
- Youngblood (1983)

The Beach Boys
- Discografía de The Beach Boys